# 彭亨河
彭亨河是马来半岛最长的河流，长约459公里，源头在蒂迪旺沙山脈，上游区域位于大汉山国家公园。彭亨河岸的城市有而连突、淡马鲁、馬然和北根（彭亨州皇城），河水最后汇入南中国海。